# パウロ・マデイラ
パウロ・マデイラ（Paulo Madeira、1970年9月6日 - ）は、ポルトガル出身の元同国代表サッカー選手。ポジションはDF。ポルトガル黄金世代の守備陣を支え、代表戦25試合に出場した。

## 経歴
1989年から足掛け10シーズンに渡りSLベンフィカに在籍し、クラブを支えた。しかし、2002年の途中で放出され、その後半年間無所属となる。2003年からブラジルのフルミネンセFCに移籍したが、そこでは1試合も出場できなかった。